# 1333 هـ
1333 هـ هي سنة في التقويم الهجري امتدت مقابلةً في التقويم الميلادي بين سنتي 1914 و1915.

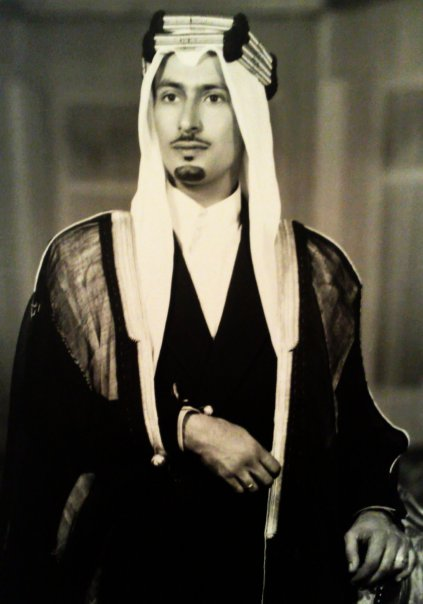
سعد بن عبد العزيز آل سعود

## أحداث
- دخول الحرب العالمية الأولى في أشد مراحلها.
- اليهود يطلبون من الدولة العثمانية السماح بدخول 100000 يهودي داخل فلسطين سنويا.
- وفاة قائد القوات السعودية في معركة جراب.
- نشوب معركة كنزان ومقتل الأمير سعد الأول بن عبد الرحمن آل سعود.
- حصار العجمان للسلطان عبد العزيز آل سعود.
- وفاة مبارك الصباح حاكم الكويت السابع.
- تولي جابر المبارك الصباح الحكم في الكويت ويرسل قوات لإنقاذ الملك عبد العزيز من حصار العجمان.
- الأمير محمد بن عبد الرحمن آل سعود يتجه إلى الأحساء لإنقاذ الملك عبد العزيز.
- وصول الأمير محمد وإنقاذه للسلطان عبد العزيز آل سعود.
- عودة عبد العزيز آل سعود إلى الرياض لتكملة حكمه.
- انشئت مدينة الشبيكية في القصيم على يد الأمير هندي بن ناهس الذويبي
- استقلال ألبانيا عن الدولة العثمانية وعاصمتها تيرانا حاليا .

## مواليد
- عبد الله الخليفي
- عبد الله بن عمر بلخير
- محمد بن علي الحركان
- محمد عبد القادر بامطرف
- محمد ناصر الدين الألباني
- سعد بن عبد العزيز آل سعود، أمير عسير سابقا.
- أبو الحسن الندوي
- أبو بكر الحاج عيسى
- أحمد العربي
- أحمد حماني
- إبراهيم يحيى حميد الدين
- حسن الرباني
- عبد العزيز بن ناصر الرشيد
- عبد الله العلايلي
- عبد الله بن إبراهيم الأنصاري
- عطية صقر
- محمد أمين زين الدين
- محمد برهان الدين
- محمد سعيد الهندي
- محمد علي الزهيري
- محمد ناظم الندوي
- محند الطيب
- مصطفى السباعي
- مكسيم رودنسون

## وفيات
- أدي شير
- إبراهيم آل عز الدين العاملي
- باقر آل حيدر
- عبد الرحمن السجلماسي
- علي بن محمد الحبشي
- محمد بن عزوز
- محمد بن عيسى آل حيدر
- محمد مرتضى الجنفوري
- محمد سعيد الحبوبي
- ألفريد عيد